# ASC Diaraf
Association Sportive et Culturelle Diaraf- senegalski klub piłkarski, grający obecnie w pierwszej lidze, mający siedzibę w mieście Dakar, stolicy kraju. Domowe mecze rozgrywa na stadionie Stade de Diaraf, mogącym pomieścić 10 tysięcy widzów. W swojej historii siedmiokrotnie wywalczył mistrzostwo kraju i czternastokrotnie zdobył Puchar Senegalu.

## Sukcesy
- Mistrzostwo Senegalu (12 razy): 1968, 1970, 1975, 1976, 1977, 1982, 1989, 1995, 2000, 2004, 2010, 2018
- Puchar Senegalu (14 razy): 1967, 1968, 1970, 1973, 1975, 1982, 1983, 1985, 1991, 1993, 1994, 1995, 2008, 2009
- Senegal Assemblée Nationale Cup (3 razy): 1987, 1991, 2003
- Puchar Afryki Zachodniej (1 raz): 1948

## Występy w afrykańskich pucharach
- Liga Mistrzów: 5 występów

2001 - 2. runda
2004 - 2. runda
2005 - runda wstępna
2006 - 1. runda
2007 - runda wstępna
- Puchar Mistrzów: 6 występów

1968 - 1. runda
1971 - 1. runda
1976 - ćwierćfinał
1977 - 2. runda
1983 - półfinał
1990 - 1. runda
- Puchar Konfederacji: 2 występy

2009 - runda wstępna
2010 - runda wstępna
- Puchar CAF: 1 występ

1999 - 2. runda
- Puchar Zdobywców Pucharów: 3 występy

1984 - 2. runda
1986 - 2. runda
1992 - 1. runda